# Jakob von Albertini
Jakob von Albertini, auch Jacob von Albertini (* 15. Dezember 1793 in Zuoz; † 25. Juni 1848 in Chur) war ein Schweizer Politiker.

## Leben
Jakob von Albertini wurde als Sohn des Landammanns des Oberengadins Rudolf von Albertini (* 1769; † 1842) und dessen Ehefrau Margareta Planta-Zutz in Zuoz geboren und wuchs dort und in La Punt Chamues-ch auf.
Er studierte von 1813 bis 1815 Rechtswissenschaften in Heidelberg und war nach der Rückkehr in die Heimat politisch aktiv. Von 1825 bis 1827 war er Landammann des Oberengadins und hierbei mehrfach Mitglied des Bündner Grossen Rates (1825–1826, 1838–1839, 1844–1845, 1846–1847) sowie mehrfach Mitglied des Kleinen Rates (1834–1835, 1839–1840, 1844–1845, 1847–1848). 1826 wurde er vom Grossen Rat in die Kommission zur Beratung des Entwurfes zum Strafgesetzbuch gewählt. 1836 war er Tagsatzungsgesandter und von 1838 bis 1840 Präsident des Bündner Kantonskriminalgerichts sowie von 1843 bis 1848 Mitglied des Oberappellationsgerichts.
Am 27. Juni 1848 wurde sein Leichnam aus dem Rhein geborgen, vermutlich beging er Selbstmord.
Jakob von Albertini war verheiratet mit Eva Carolina Salvetti aus Ponte-Campovasto (seit 1943: La Punt-Chamues-ch), sie hatten zwei Töchter und einen Sohn (Thomas von Albertini).